# Jacques Errera (physicien)
Pour les articles homonymes, voir Jacques Errera.
Jacques Errera, né le 25 septembre 1896, et mort le 30 mars 1977, est un physico-chimiste belge, spécialisé dans la constitution moléculaire de la matière. Il a travaillé à l'Université libre de Bruxelles (ULB). En 1938, il a reçu le prix Francqui en sciences exactes.

## Biographie
Jacques Errera naît dans une famille juive belge, fils de Paul Errera et d'Isabelle Goldschmidt. Errera entreprend des études de sciences chimiques et devient docteur en physico-chimie. 
Professeur de l'ULB et auteur de nombreuses publications scientifiques, Errera se voit décerner le prix Francqui en 1938. 
Durant la Seconde Guerre mondiale sa famille se réfugie en Amérique, tandis qu'il est responsable des gaz toxiques durant la campagne de 1940 de l'armée belge. Il rentre en Belgique en 1945, après la guerre.
Il devient ensuite de 1959 à 1970, Haut Commissaire à l'énergie atomique et conseiller gouvernemental.

## Prix, récompenses et honneurs
- Prix Jean-Stats, 1921
- Prix A. De Potter, 1923
- Prix Francqui, 1938
- Prix Émile-Bernheim, 1960

## Publications
- Jacques Errera, Y. Hirshberg, Analyse potentiométrique des protéines animales pures, Biochem. J., 1933